# Boppagondanakoppa, Sorab
Boppagondanakoppa là một làng thuộc tehsil Sorab, huyện Shimoga, bang Karnataka, Ấn Độ.